# Муганлы (Агджабединский район)
Муганлы (азерб. Muğanlı) — село в Муганлинском административно-территориальном округе Агджабединского района Азербайджана.

## Этимология
Название происходит от шахсевенского племени муганлы, сочетавшего в себе 8 родов. Муганлы перекочевали сначала из Муганской степи в село Муганлы, расположенное на территории современного Ирана, а оттуда 3 из 8 племен перекочевали по всему Азербайджану, основав более десяти сел с таким же названием.

## История
Село Муганлы 2-е в 1913 году согласно административно-территориальному делению Елизаветпольской губернии относилось к Дойранскому сельскому обществу Шушинского уезда.
В 1926 году согласно административно-территориальному делению Азербайджанской ССР село относилось к дайре Агджабеды Агдамского уезда.
После реформы административного деления и упразднения уездов в 1929 году был образован Гюсюлинский сельсовет в Агджабединском районе Азербайджанской ССР.
Согласно административному делению 1961 года село Муганлы входило в Гюсюлинский сельсовет Агджабединского района Азербайджанской ССР, но в начале-середине 1970-х годов получило свой сельсовет.
В 1999 году в Азербайджане была проведена административная реформа и внутри Муганлинского административно-территориального округа был учрежден Муганлинский муниципалитет Агджабединского района.

## География
Муганлы расположен в Карабахской степи, на берегу реки Каркарчай.
Село находится в 43 км от райцентра Агджабеди и в 323 км от Баку. Ближайшая железнодорожная станция — Агдам (действующая — Халадж).
Село находится на высоте 87 метров над уровнем моря.

## Население
| Численность населения | Численность населения | Численность населения | Численность населения | Численность населения |
| 1886                  | 1982                  | 1984                  | 1999                  | 2009                  |
| --------------------- | --------------------- | --------------------- | --------------------- | --------------------- |
| 183                   | ↗971                  | ↗1100                 | ↗1491                 | ↗1601                 |

В 1886 году в селе Муганлы 2-е проживало 183 человека, все — азербайджанцы, по вероисповеданию — мусульмане-шииты.
Население преимущественно занимается хлопководством, выращиванием зерна, животноводством.

## Климат
| Показатель                    | Янв. | Фев. | Март | Апр. | Май  | Июнь | Июль | Авг. | Сен. | Окт. | Нояб. | Дек. | Год  |
| ----------------------------- | ---- | ---- | ---- | ---- | ---- | ---- | ---- | ---- | ---- | ---- | ----- | ---- | ---- |
| Средний суточный максимум, °C | 6,3  | 7,4  | 11,2 | 18,7 | 23,4 | 28,2 | 31,5 | 30,8 | 26,2 | 20,3 | 13,5  | 8,6  | 19,0 |
| Средняя температура, °C       | 2,6  | 3,6  | 7,0  | 13,5 | 18,2 | 22,9 | 26,0 | 25,1 | 21,2 | 15,7 | 9,6   | 4,9  | 14,2 |
| Средний суточный минимум, °C  | −1,1 | −0,1 | 2,8  | 8,4  | 13,1 | 17,6 | 20,2 | 19,5 | 16,2 | 11,1 | 5,7   | 1,2  | 9,4  |
| Норма осадков, мм             | 19   | 25   | 31   | 45   | 58   | 48   | 20   | 21   | 25   | 44   | 29    | 27   | 392  |

Среднегодовая температура воздуха в селе составляет +14,2 °C. В селе полупустынный климат.

## Инфраструктура
В советское время в селе располагались комплекс по откормке крупного рогатого скота, средняя школа, дом культуры, медицинский пункт, памятник погибшим в Великой Отечественной войне.
В селе расположены почтовое отделение, средняя школа, детский сад, дом культуры, библиотека, мечеть, врачебный пункт.